# Pampasgræs-slægten
Pampasgræs (Cortaderia) er en slægt med ca. 20 arter, der er udbredt i Sydamerika og på Ny Guinea (én art). Det er flerårige græsser med en kraftig og opret, tueformet vækst. Disse tuer er meget dominerende i de biotoper, hvor de hører hjemme.
| Beskrevne arter |

- Pampasgræs (Cortaderia selloana)

| Andre arter |

- Cortaderia araucana
- Cortaderia bifida
- Cortaderia hieronymi
- Cortaderia jubata
- Cortaderia pilosa
- Cortaderia richardii
- Cortaderia rudiuscula
- Cortaderia toetoe